# Lucien Choury

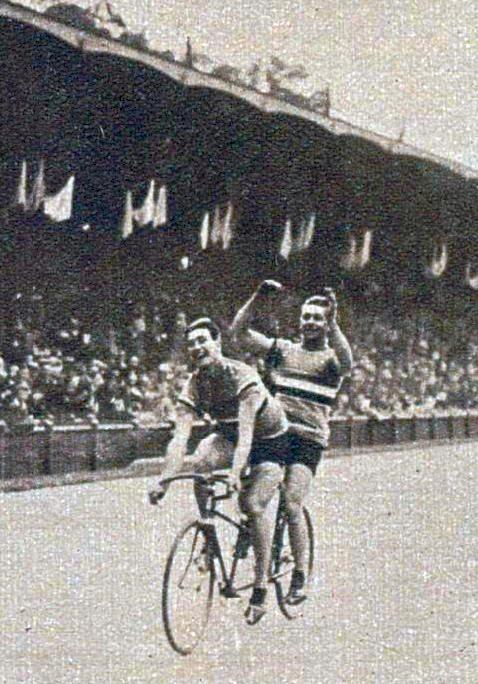
Les français Jean Cugnot et Lucien Choury, champions olympiques de tandem en 1924.

Lucien Choury (né le 26 mars 1898 à Courbevoie et mort le 9 mai 1987 à Neuilly-sur-Seine) est un coureur cycliste français des années 1920-1930, dont la spécialité était la piste. 
Il devient en 1924 à Paris champion olympique de l'épreuve de tandem avec Jean Cugnot. Durant sa carrière, il gagne une quinzaine de Six-jours avec Louis Fabre.
Il participe au six jours de New York 1927, associé à Emile Rohrbach.
Il est inhumé au cimetière de La Garenne-Colombes.

## Palmarès
- 1916
  - 2e de Paris-Évreux
- 1922
  - Grand Prix Cyclo-Sport de vitesse
- 1923
  - Critérium des Comingmen[3]
- 1924
  -  Champion olympique de tandem avec Jean Cugnot
- 1926
  - 3e du Prix Hourlier-Comès
- 1927
  - 3e du Prix Goullet-Fogler
- 1928
  - Six jours de Saint-Étienne
  - Prix Hourlier-Comès
  - Prix Goullet-Fogler
  - 2e des Six jours de Marseille
  - 3e des Six jours de Milan
  - 3e du Critérium des As
- 1929
  - Prix Hourlier-Comès
  - 2e des Six jours de Saint-Étienne
- 1930
  - 2e des Six jours de Marseille
  - 2e du Prix Hourlier-Comès
  - 3e des Six jours de Paris
- 1931
  - Prix Hourlier-Comès (américaine avec Louis Fabre)
  - Grand Prix de Buffalo (américaine avec Louis Fabre)[4]
- 1932
  - 3e des Six jours de Marseille